# Ilfeld
Ilfeld è una frazione del comune tedesco di Harztor.

## Storia
Il 1º gennaio 2012 il comune di Ilfeld venne unito al comune di Niedersachswerfen, formando il nuovo comune di Harztor.